# Grimstad
Grimstad é uma comuna da Noruega, com 303 km² de área e 18 740 habitantes (censo de 2004).         